# Anthaxia virescens
Anthaxia (Haplanthaxia) virescens – gatunek chrząszcza z rodziny bogatkowatych, podrodziny Buprestinae i plemienia Anthaxiini.

## Taksonomia
Gatunek ten został opisany w 1893 przez Charlesa Kerremansa. W obrębie rodzaju Anthaxia (kwietniczek) należy do podrodzaju Haplanthaxia, a w nim do grupy gatunków Anthaxia collaris species-group, która to wyróżnia się posiadaniem dużego zęba u nasady pazurków stóp. W obrębie tej grupy gatunek ten wraz z A. collaris i A. auricollis tworzy zachodnią podgrupę gatunków, endemiczną dla subkontynentu indyjskiego i charakteryzującą się kolczastymi paramerami oraz większymi rozmiarami ciała. Opisane przez Jana Obrnbergera gatunek A. strandiella zostały zsynonimizowane z A. virescens przez Svatopluka Bílego.

## Opis
Ciało samca barwy mosiężnej z zielonym połyskiem wzdłuż szwu pokryw i brzegów bocznych, zaś samicy o mosiężnych pokrywach z przyciemnieniem wzdłuż szwu i złocistomosiężnych lub czerwonomosiężnych głowie i przedpleczu. Czułki u obu płci ciemne z metalicznym połyskiem. Czoło prawie płaskie. Krawędzie boczne przedplecza w części tylnej prawie równoległe. Pokrywy 1,8-1,9 razy tak długie jak szerokie, o krawędziach w części wierzchołkowej nieco podgiętych. Edeagus samca bardziej wrzecionowaty niż u A. auricollis, a paramery uzbrojone w boczne kolce.

## Rozprzestrzenienie
Kwietniczek ten znany jest z zachodnich Indii i Sri Lanki.